# Matwiejewo (rejon totiemski)
Matwiejewo (ros. Матвеево) – wieś w Rosji, w rejonie totiemskim obwodu wołogodzkiego. W 2010 r. liczyła 182 mieszkańców.